# قاعدة الإمام علي الجوية
قاعدة الإمام علي الجوية أو قاعدة طليل الجوية (إياتا:XNH، إيكاو:ORTL) هي قاعدة عسكرية جوية عراقية في مدينة الناصرية جنوب العراق، مساحتها 30 كيلومتراً مربعاً، احتلتها القوات الأمريكية في سنة 2003 حتى كانون الأول/ديسمبر 2011، وكانت أكبر قاعدة يستقر بها جنود أمريكيون في العراق وعرفت عندهم باسم كامب أدر.
في عام 2017، اقتطع جزء من أرض القاعدة العسكرية لإنشاء مشروع مطار الناصرية الدولي.

## تاريخ
كان المطار كقاعدة جوية للقوات الجوية العراقية وكانت مقر لسرب طائرات مقاتلة من طراز ميج سوفيتية الصنع فضلاً عن العديد من طائرات الهليكوبتر من طراز M-24D، الطائرات مي-24 يمكن تخزينها في حظائر محصنة تقع على طرفي المدرج الرئيسي وبُنيت ملاجئ للطائرات من قبل مقاوليين يوغسلافيين في وقت ما قبل عام 1985. كما يُعتقد أن طائرات سوخوي سو 20 قد تم وضعها في القاعدة خلال فترة زمنية مُحددة. وخلال حرب الخليج الثانية القاعدة والطائرات والملاجئ المُحصنة تعرضت لضرر كبير جداً جراء عمليات القصف من قبل التحالف، بعد أن بدأت الحملة البرية قامت عناصر من الفرقة المجوقلة 82 في الجيش الأمريكي سيطرتها على القاعدة، ودُمرت القاعدة.
وقد استخدمت عدة دول من التحالف مقراً لها في قاعدة الإمام علي الجوية أثناء الإحتلال، كانت تُقطن فيه القوات الأسترالية حتى انسحبو في 1 حزيران/يونيو 2008، القوات الرومانية كانت تقطن كذلك فيه حتى انسحب الجيش الروماني في صيف عام 2009، كان هناك مُعسكر اسمه معسكر دراكولا كانت تقطن فيه قوات التحالف وبعد الانسحاب أصبح مركز إقليمي لبناء القدرات المدنية. وقد كان يستخدم الجيش الأمريكي القاعدة خلال حرب العراق (2003-2011) وكانت هناك وسائل الراحة المُختلفة للقوات المرابطة هناك مثل المطاعم كالبيتزا هت وبرغر كينغ وتاكو بيل، ولكنها انغلقت اعتباراً من 7 تشرين الثاني/7 اكتوبر 2011، أيضاً كانت هناك خدمة الإنترنت.

### الاستخدام المدني
في عام 2012، وافقت الحكومة العراقية على استخدام قاعدة الإمام علي الجوية للرحلات الجوية المدنية، مشيرة إلى الموافقة رسمياً على إنشاء مطار الناصرية المدني ضمن القاعدة، وقد تم افتتاح الجزء المدني من المطار في عام 2017، وهبطت فيه أول طائرة تابعة للخطوط الجوية العراقية في 10 آذار/مارس 2017. غير أن هذا المطار الحديث بقي بدون تطوير أو تحديث فإدارة المطار لم تتمكن من تعديل أو تطوير المطار أو إضافة رحلات جوية جديدة أو الترويج له بشكل جيد لاستقطاب أهالي المحافظة الذين لا زالوا يفضّلون الطيران عبر مطار البصرة الدولي خلال الرحلات الداخلية أو الدولية.

## تحديث المطار
المطار فيه مدرجين رئيسيين قياس 12,000 و 9,700 قدم، وتم إنجاز برج مراقبة حديث في عام 2010 لزيادة قدرات المطار وتم أيضاً تركيب نظام الهبوط لتقديم خدمة أفضل، ونظام إضاءة المطار تمت ترقيتها أيضاً كجزء من برنامج تحديث المطار.

## عملية ليلة الحصاد
كانت عملية ليلة الحصاد للبحث والتنقيب عن الطائرات المهجورة والمدفونة في قاعدة طليل الجوية، عثرت قوات الولايات المتحدة على مُخلفات كبيرة من الطائرات العراقية المهجورة، ويمكن مشاهدة صور هذه الطائرات من خلال الرابط التالي.

## معرض الصور

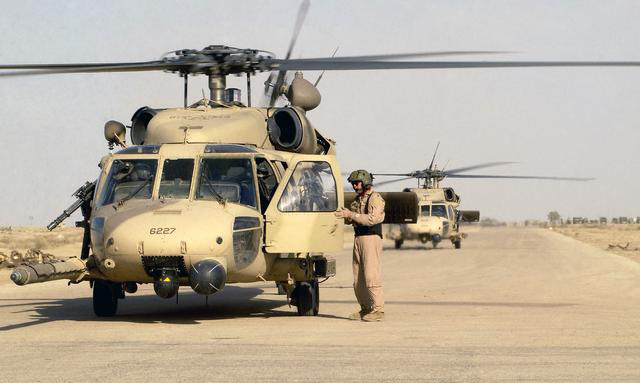
طائرات بلاك هوك في القاعدة.
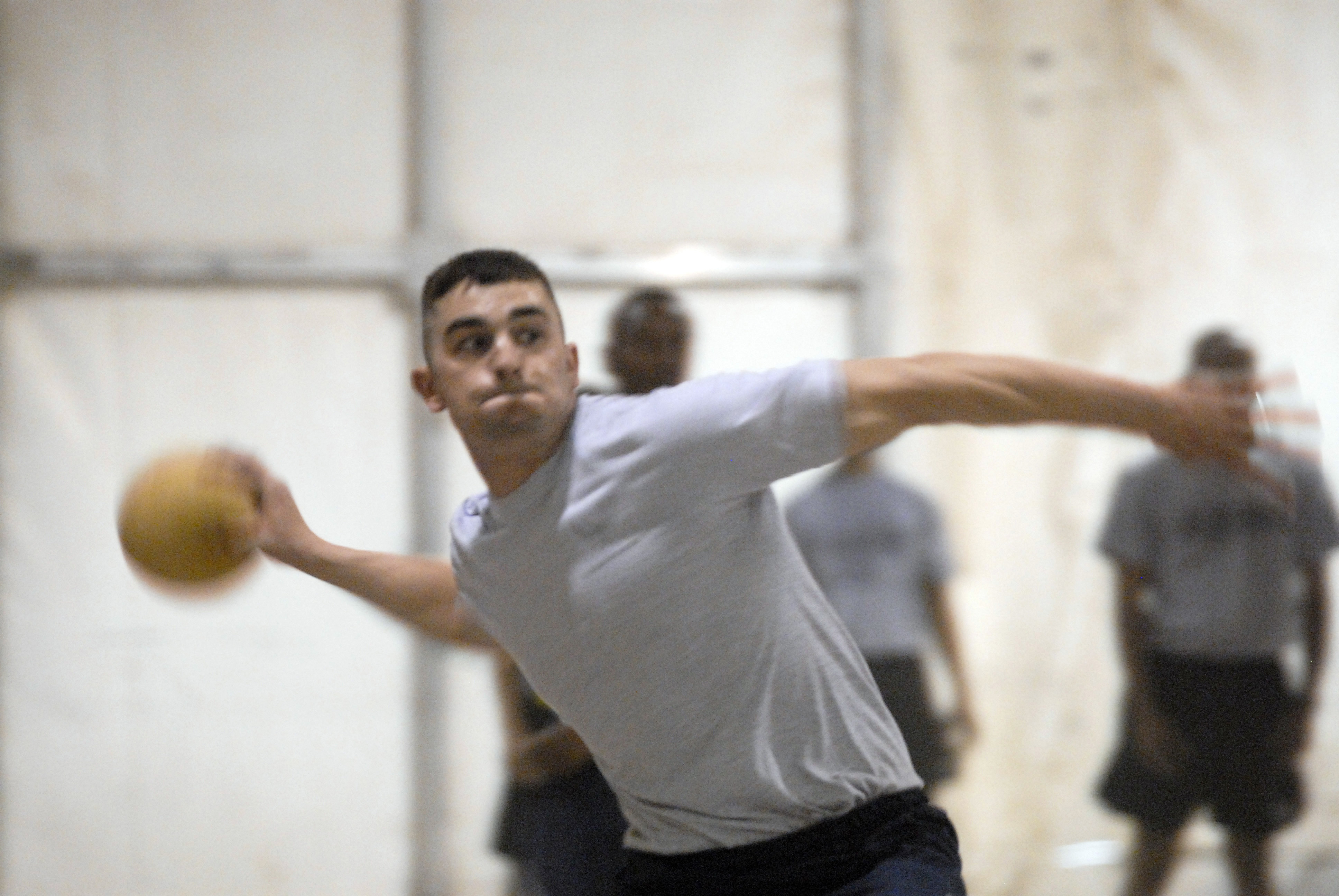
إحدى وسائل الترفية في القاعدة .
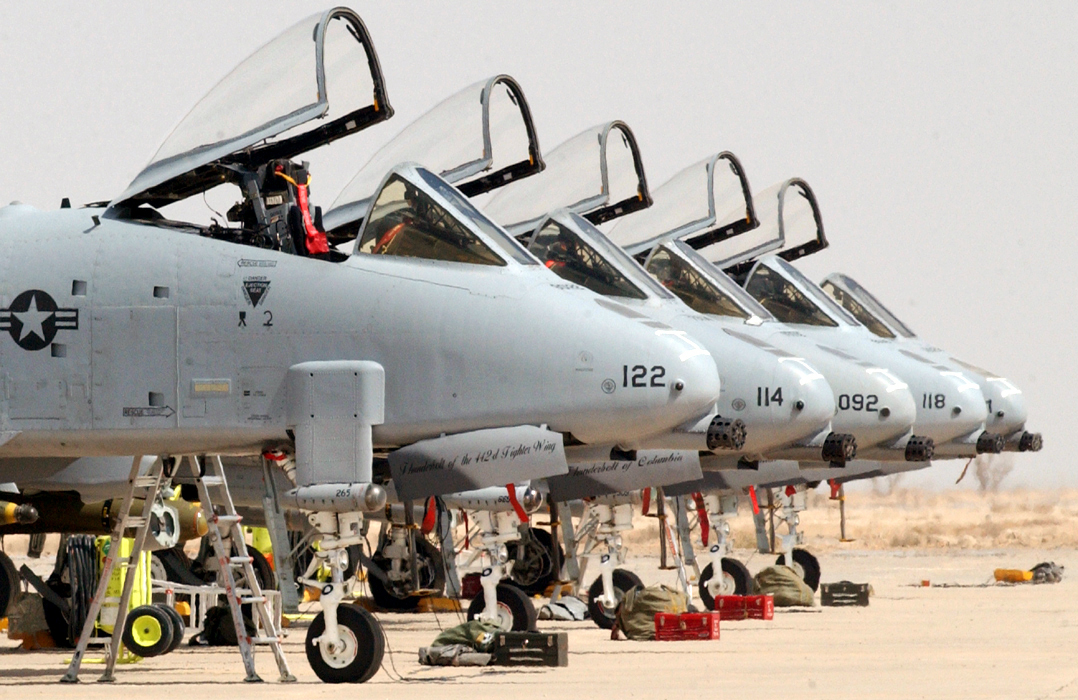
صف من طائرات ايه-10 تحت الصيانة في القاعدة.
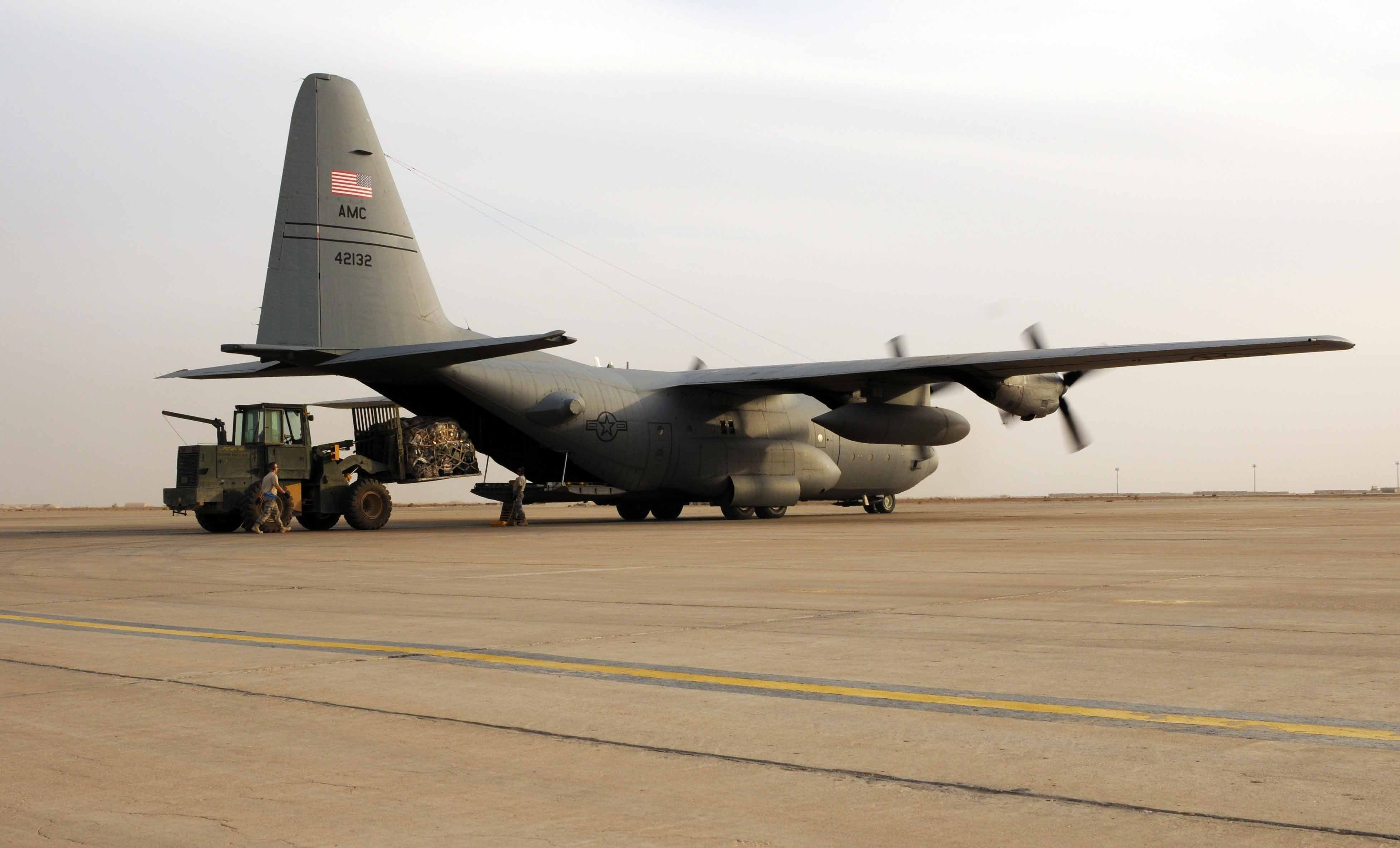
طائات الشحن الأمريكية C-130